# Acordo de Autonomia Curdo-Iraquiano de 1970

Saddam Hussein e Masoud Barzaniem reunião realizada em 10 de março de 1970, antes da assinatura do Acordo de Autonomia Curdo-Iraquiano de 1970 a 11 de março.

Acordo de Autonomia Curdo-Iraquiano de 1970 (ou negociações de paz curdo-iraquianas ou Acordo de Paz de 1970 ) foi um acordo que o governo iraquiano e os curdos alcançaram em março de 1970, como resultado da Primeira Guerra Curdo-Iraquiana, para a criação de uma região autônoma. 
A região consistiria de três províncias curdas e outros distritos adjacentes que tinham sido determinados pelo censo por terem uma maioria curda. O plano também daria representação aos curdos em órgãos do governo, a ser implementado em quatro anos. Por sua vez, foi a tentativa mais importante de resolver o conflito curdo-iraquiano de longa duração.
Apesar disso, o governo iraquiano embarcou em um programa de arabização nas ricas regiões petrolíferas de Kirkuk e Khanaqin no mesmo período.  Eventualmente, o plano de paz para a autonomia curda havia falhado, irrompendo na Segunda Guerra Curdo-Iraquiana em 1974, aumentando, assim, o conflito curdo-iraquiano.